# Eiferding
Eiferding ist eine zur Ortschaft Wildshut gezählte Rotte in der Gemeinde St. Pantaleon im Bezirk Braunau am Inn in Oberösterreich.
Eiferding liegt auf einer Anhöhe an der Weilhart-Landesstraße (L501) in der Nähe der Einmündung der Frankinger Landesstraße (L504) zwischen den Ortschaften Wildshut und Riedersbach. Von Eiferding führt ein Güterweg nach Stockham. Es besteht auch eine Haltestelle der zur S-Bahn Salzburg gehörenden Bahnstrecke Bürmoos–Trimmelkam.
Der historische Kern von Eiferding („Eyffriding“) besteht aus zwei Gehöften (Hofbauer- und Schmiedbauer-Hof), die bereits um das Jahr 1400 urkundlich erwähnt wurden.